# Stazione meteorologica di Portoferraio
La stazione meteorologica di Portoferraio è la stazione meteorologica relativa alla località di Portoferraio.

## Caratteristiche
La stazione meteorologica, del servizio idrologico regionale, si trova nell'Italia centrale, in Toscana, in provincia di Livorno, sull'Isola d'Elba, nel comune di Portoferraio, a 25 metri s.l.m. e alle coordinate geografiche 42°49′N 10°20′E.
I dati termometrici e pluviometrici rilevati dalla stazione vengono raccolti negli annali idrologici, la cui pubblicazione è preceduta da una serie di controlli per verificarne la veridicità ed eliminare eventuali errori di osservazione.

## Dati climatologici 1961-1990
In base alla media trentennale di riferimento (1961-1990), la temperatura media del mese più freddo, gennaio, si attesta a +9,3 °C; quella del mese più caldo, luglio, è di +24,6°.
Le precipitazioni medie annue, nel medesimo periodo di riferimento 1961-1990, fanno registrare il valore di 538,2 mm, mediamente distribuiti in 65 giorni, con periodo siccitoso tra la primavera e l'estate e picco massimo in autunno.
| Portoferraio (1961-1990) | Mesi | Mesi | Mesi | Mesi | Mesi | Mesi | Mesi | Mesi | Mesi | Mesi | Mesi | Mesi | Stagioni | Stagioni | Stagioni | Stagioni | Anno  |
| Portoferraio (1961-1990) | Gen  | Feb  | Mar  | Apr  | Mag  | Giu  | Lug  | Ago  | Set  | Ott  | Nov  | Dic  | Inv      | Pri      | Est      | Aut      | Anno  |
| ------------------------ | ---- | ---- | ---- | ---- | ---- | ---- | ---- | ---- | ---- | ---- | ---- | ---- | -------- | -------- | -------- | -------- | ----- |
| T. max. media (°C)       | 12,1 | 13,1 | 15,2 | 17,6 | 21,3 | 25,7 | 28,8 | 28,2 | 25,5 | 21,4 | 17,1 | 13,6 | 12,9     | 18,0     | 27,6     | 21,3     | 20,0  |
| T. min. media (°C)       | 6,4  | 6,8  | 8,4  | 10,9 | 14,0 | 17,8 | 20,5 | 20,3 | 17,7 | 14,3 | 11,0 | 7,9  | 7,0      | 11,1     | 19,5     | 14,3     | 13,0  |
| Precipitazioni (mm)      | 56,9 | 56,6 | 48,5 | 47,7 | 27,2 | 20,9 | 14,5 | 28,5 | 38,0 | 81,8 | 65,0 | 52,6 | 166,1    | 123,4    | 63,9     | 184,8    | 538,2 |
| Giorni di pioggia        | 7    | 7    | 7    | 6    | 4    | 3    | 1    | 3    | 4    | 7    | 8    | 8    | 22       | 17       | 7        | 19       | 65    |

## Temperature estreme mensili dal 1933 al 1996
Di seguito sono riportati i valori estremi mensili delle temperature massime e minime registrate dal 1933 al 1996.
In base alle suddette rilevazioni, la temperatura massima assoluta è stata registrata nell'agosto 1974 con +38,5 °C, mentre la minima assoluta di -5,0 °C è datata febbraio 1956.
| Portoferraio (1933-1996) | Mesi        | Mesi        | Mesi        | Mesi        | Mesi        | Mesi        | Mesi        | Mesi        | Mesi        | Mesi        | Mesi        | Mesi        | Stagioni | Stagioni | Stagioni | Stagioni | Anno |
| Portoferraio (1933-1996) | Gen         | Feb         | Mar         | Apr         | Mag         | Giu         | Lug         | Ago         | Set         | Ott         | Nov         | Dic         | Inv      | Pri      | Est      | Aut      | Anno |
| ------------------------ | ----------- | ----------- | ----------- | ----------- | ----------- | ----------- | ----------- | ----------- | ----------- | ----------- | ----------- | ----------- | -------- | -------- | -------- | -------- | ---- |
| T. max. assoluta (°C)    | 20,5 (1955) | 20,6 (1967) | 23,5 (1974) | 27,0 (1985) | 30,1 (1973) | 33,0 (1935) | 37,5 (1983) | 38,5 (1974) | 32,4 (1967) | 29,9 (1968) | 24,1 (1969) | 22,0 (1984) | 22,0     | 30,1     | 38,5     | 32,4     | 38,5 |
| T. min. assoluta (°C)    | −4,0 (1985) | −5,0 (1956) | −3,3 (1971) | 2,0 (1991)  | 4,0 (1987)  | 8,4 (1967)  | 9,9 (1966)  | 10,0 (1989) | 7,5 (1953)  | 5,5 (1971)  | −1,0 (1957) | −4,0 (1992) | −5,0     | −3,3     | 8,4      | −1,0     | −5,0 |